# Encrypted Key Transport
Encrypted Key Transport o EKT es una extensión a SRTP que cumple el framework de SRTP y reduce la cantidad de señalización de control necesaria en una sesión SRTP. Distribuye de manera segura la clave SRTP maestra y otra información para cada fuente SRTP, utilizando SRTCP para transportar esa información.
Con este método, las entidades SRTP son libres de escoger valores SSRC tal y como quieran, y de inicializar nuevas fuentes SRTP con nuevas claves maestras SRTP dentro de una sesión sin coordinarse con otras entidades mediante señalización u otras vías externas. Este hecho permite reinstaurar los mecanismos de detección de colisiones y corrección de RTP, descartado en la especificación actual de SRTP debido a la necesidad de controlar los valores SSRC de cerca. Un extremo final SRTP usando EKT puede generar nuevas claves cada vez que la clave maestra SRTP haya sido usada excesivamente, o inicializar una nueva fuente SRTP para reemplazar una antigua que haya llegado al límite del número de paquetes.  

## Características
- Soluciona además el problema de la pérdida de los N paquetes SRTP iniciales que pueden confundir a un receptor SRTP, cuando el número de secuencia inicial de RTP es mayor o igual a 216 - N. Estas funcionalidades simplifican muchas arquitecturas que implementan SRTP.
- Proporciona un método para cualquier participante en una sesión SRTP, sea emisor o receptor, de transportar de forma segura su clave maestra SRTP y el contador de rollover al resto de participantes en la sesión. Esta información, posiblemente en conjunción con información adicional proporcionada por un protocolo de señalización externo conforma la información necesaria por el receptor para instanciar un contexto receptor SRTP/SRTCP.
- No controla la manera en la que se genera la clave maestra SSRC; solamente se ocupa de su transporte seguro. Estos valores pueden ser generados bajo demanda por el extremo final SRTP, o pueden ser proporcionados por un mecanismo externo como un agente de señalización o un controlador de grupos seguros.
- No se pretende que EKT reemplace a mecanismos externos de establecimiento de claves como SDP Security Descriptions SDES o Mikey (RFC3830). Por el contrario, se usa en conjunción con estos métodos y los libera de la carga de coordinar de forma precisa cada fuente de SRTP entre cada participante de SRTP.